# 金沙滩镇
金沙滩镇，是中华人民共和国山西省朔州市怀仁市下辖的一个行政建制镇。

## 概述
金沙滩镇相传是北宋时期的杨家将抗遼的古战场，属于山西省朔州市怀仁县管辖，原属山西省大同市，后因朔州市的建立而随怀仁县一起归到朔州市管辖。金沙滩镇有人口三万人，下辖23个行政村，是晋北地区有名的集镇，闻名全国的嘉明陶瓷集团就位于镇西边的南家堡村，此外，该镇还有除陶瓷以外的煤炭采掘、洗选加工、物流、化工、机械、印刷、花炮等产业，居民生活较为富裕。
金沙滩有悠久的历史，也有很多文化遗产，比如著名的金沙滩古战场、日中城遗址、金沙滩汉墓群、刘晏庄府君庙等。
金沙滩镇人民政府位于南家堡村东南、兴旺庄村西北，金沙滩火车站是北同蒲线上的一个三等车站，有大同到朔州的火车经停这里。镇域内交通方便，大运高速公路、大运二级公路、208国道以及省道左砂线在这里交汇。

## 行政区划
金沙滩镇下辖以下地区：
第三作村、南家堡村、刘晏庄村、魏庄村、西马庄村、禅房村、兴旺庄村、铺上村、孟庄村、胡寨村、盐丰营村、小东庄村、一间房村、尚南头村、日中城村、田庄村、干沟村、安宿疃村、韭畦村、翰林庄村、曹庄村和向阳村。